# Printrbot
Printrbot là một công ty máy in 3D được tạo ra bởi Brook Drumm và ban đầu được tài trợ thông qua Kickstarter. Nó được nhắm vào người dùng gia đình mới bắt đầu thông qua yếu tố kích thước nhỏ, chi phí thấp và dễ lắp ráp (chỉ mất khoảng 45 phút). Máy in Printrbot sử dụng mô hình lắng đọng nóng chảy để sản xuất các mô hình nhựa của các đối tượng 3D. Tính đến tháng 4 năm 2012, Printrbot là dự án công nghệ được tài trợ nhiều nhất trên Kickstarter sau khi nhận được 830.827 USD vào tháng 12 năm 2011. Printrbot đóng cửa hàng vào ngày 18 tháng 7 năm 2018, với một lưu ý trên trang web trích dẫn nguyên nhân là "doanh thu thấp".

## Thiết kế và vận hành
Các mô hình được in bằng cách lắng đọng sợi nhựa ABS hoặc nhựa PLA nóng chảy lên một bàn gia nhiệt từ đầu in di chuyển theo trục X và Z (trục Y được điều khiển bởi chuyển động của bản thân bàn gia nhiệt) bằng cách sử dụng động cơ điện, được dẫn hướng bằng thanh ren kim loại. Các mẫu được in sẽ được gửi đến máy in qua giao diện USB sử dụng phần mềm chuyên dụng như Pronterface (được nhà sản xuất khuyến cáo tại thời điểm ra mắt Printrbot) hoặc Repetier-Host (được nhà sản xuất khuyến cáo sử dụng với máy in mới hơn).

### Lắp ráp
Máy in Printrbot được bán ở cả dạng lắp ráp hoàn chỉnh và bộ kit tự lắp ráp. Theo chính sách hoàn trả của Printrbot, lợi nhuận chỉ được chấp nhận nếu thiết bị "chưa bao giờ được lắp ráp, cấp nguồn, lập trình hoặc thay đổi theo bất kỳ cách nào". Nếu cần sửa chữa,  có nhiều thành phần cho máy in có sẵn để mua riêng.

### Đầu gia nhiệt
Printrbot có một thỏa thuận độc quyền với Carl Ubis để sử dụng Ubis Hot End được đánh giá cao của mình trong các máy in Printrbot. Một đầu gia nhiệt là một phần của máy in 3D làm tan chảy sợi dây tóc 1.75mm và đẩy nó ra khỏi vòi phun 0.4mm để in 3D. Đầu gia nhiệt có thể là điểm hỏng hóc thường gặp trong máy in. Thiết kế vị trí quạt thích hợp, cách điện và vị trí dây nóng để giữ sợi in rắn qua động cơ đẩy sợi nhựa ra, nhưng tan chảy đủ để thoát khỏi vòi phun vẫn là một công việc đang tiến hành. Thiết kế mới nhất UBIS-13S và phần mềm cập nhật và thiết kế quạt kép vẫn đang được sửa đổi để tìm kiếm một giải pháp tối ưu để ngăn chặn các vòi phun bị tắc.

### Sợi in
Các mô hình Printrbot có thể in bằng dây tóc nhựa ABS hoặc PLA có thể mua từ cửa hàng chính thức hoặc các nguồn khác. Các mô hình Printrbot có thể được trang bị để chấp nhận sợi nhựa có đường kính 1,75 mm hoặc 3,0 mm. Sợi nhựa có nhiều màu sắc; màu sắc của sợi nhựa sẽ xác định màu sắc cuối cùng của mô hình được in từ nó. Mặc dù hệ thống đầu đùn và đầu gia nhiệt Printrbot được quảng cáo để hoạt động với PLA và ABS, nó cũng có khả năng ép đùn nhiều sợi khác. Printrbot bán các loại sợi "kỳ lạ" như Nylon, Ninjaflex và PLA được gia cố bằngsợi Carbon.

### Phần cứng
Tất cả các Printrbots đều được điều khiển bởi các bo mạch nguồn mở gần như tương tự được gọi là Printrboards. Printrboard đã trải qua nhiều phiên bản và được xác định bằng các chữ cái sửa đổi được in trên chúng. Ví dụ, bản sửa đổi chính thức gần đây nhất của Printrboard là Rev F, có thể được mua riêng. Printrboard có thể có cài được nhiều loại firmware, nhưng chúng được bán với phần mềm mã nguồn mở từ Dự án RepRap có tên là Marlin. Máy in được điều khiển thông qua giao diện USB.

### Phần mềm
Printrbot giải thích mã G được xuất bởi một chương trình máy tính được gọi là slicer, chuyển lệnh thành đầu ra cho bốn động cơ bước, đầu gia nhiệt và đùn, và một cổng quạt làm mát. Printrbot không đi kèm với bất kỳ phần mềm nào và hướng dẫn bắt đầu chính thức đề xuất sử dụng chương trình phần mềm miễn phí Cura 1.5 với Pronterface để giao tiếp với máy in. Một chương trình phần mềm miễn phí phức tạp hơn với hình ảnh 3D tiên tiến hơn được gọi là Repetier-Host cũng được sử dụng.
Cura là chương trình do David Braam phát triển, được sử dụng để nhập các mô hình 3D (thường là các tệp STL lần từ Thingiverse hoặc người dùng được tạo trong các ứng dụng như Autodesk Fusion 360). Người dùng có thể xoay và mở rộng mô hình 3D để phù hợp với bàn in ảo. Sau đó, họ có thể chuyển đổi mô hình 3D thành G-Code mà printrbot có thể hiểu được. Sau đó, người dùng có thể in trực tiếp tới printrbot của họ qua USB hoặc sử dụng thẻ SD hoặc miniSD để truyền tệp in.
Để kiểm soát Printrbot, hầu hết các chủ sở hữu sẽ sử dụng Pronterface của Kilment Yanev để điều khiển các động cơ X, Y và Z của Printrbot, đầu gia nhiệt Ubis và lượng nhựa dẻo được ép đùn hoặc rút lại.

### Nâng cấp và phụ kiện
Ngoài các máy in và dây tóc của mình, Printrbot đã bán bộ công cụ nâng cấp cho Printrbot Simple Metal và Printrbot Play, cho phép người dùng mở rộng khối lượng xây dựng của máy hoặc thêm giường nóng, làm cho các mô hình cuối cùng chính xác hơn mô hình kỹ thuật số. Công ty cũng cung cấp một số phụ kiện cho dòng máy in của họ, chẳng hạn như các bộ phận thay thế, các đầu nóng mới hơn và nâng cấp và các thành phần cần thiết để nâng cấp (nguồn điện, Bảng in, vv).

## Printrbot trong giáo dục
Vào đầu năm 2015, Printrbot đã công bố hai sáng kiến mới để giúp các trường học có được quyền truy cập vào máy in 3D. Chương trình đầu tiên, có tên là Printrbot Ambassadors, cho phép các trường đã đăng ký mượn một Printrbot Simple Metal được lắp ráp với tay cầm Alu, giữ ống chỉ và 1 kg sợi in trong một tháng miễn phí. Chi phí duy nhất là để vận chuyển. Sau một tháng, nhà trường có tùy chọn mua máy in 3D với mức giá giảm hoặc gửi lại cho Printrbot. Chương trình thứ hai cho phép các trường học mua một máy Printrbot Simple Metal với giá 399 USD. Người dùng cần mua thông qua một trường học và đồng ý để được giới thiệu trên danh sách công khai. Tính đến ngày 2 tháng 8 năm 2015, khoảng 126 trường học và trường đại học đang sử dụng máy in 3D Printrbot.

## Các dòng máy
| Dòng máy              | Ảnh | Năm có sẵn    | Thể tích in (inch) | Giá bộ kit | Giá máy ráp sẵn | Sợi in  |
| --------------------- | --- | ------------- | ------------------ | ---------- | --------------- | ------- |
|                       |     |               |                    |            |                 |         |
| Printrbot Metal Plus  |     | 2014–hiện tại | 10×10×10           | N/A        | $1199           | ABS+PLA |
| Printrbot Play        |     | 2015–hiện tại | 4×4×5              | $399       | $399            | PLA     |
| Printrbot CNC Beta 01 |     | 2014–hiện tại | 14 x 18 x 4        | $2,999.00  | N/A             | N/A     |
| Printrbot Crawlbot    |     | 2015–hiện tại | 48 x 96 x 2        | $3,999.00  | N/A             | N/A     |

### Printrbot Pro
Vào ngày 14 tháng 5 năm 2015, Brook Drumm giới thiệu Printrbot Pro, máy in 3D hiệu suất cao cỡ lớn. Người dùng mục tiêu của nó là những người muốn khối lượng xây dựng khổ lớn với chi phí tương đối thấp. Theo Drumm, Printrbot Pro có khối lượng xây dựng khoảng 2 feet khối, một bàn được làm nóng, một thiết lập bộ đùn kép với khả năng in nhiều vật liệu. Máy in cũng cung cấp một buồng xây dựng kèm theo tùy chọn, một bảng điều khiển LCD, một khe cắm thẻ SD cũng như ánh sáng LED.

### Mô hình không liên tục
| Dòng máy               | Ảnh | Năm có sẵn    | Thể tích in (inch) | Giá bộ kit | Giá máy ráp sãn | Sợi in                                           | Nhận xét                                                           |
| ---------------------- | --- | ------------- | ------------------ | ---------- | --------------- | ------------------------------------------------ | ------------------------------------------------------------------ |
| Printrbot Simple Metal |     | 2014–hiện tại | 6×6×6              | $599       | $599            | 1.75 mm PLA (Có sẵn bàn in có gia nhiệt cho ABS) |                                                                    |
| Printrbot Simple 2014  |     |               | 4×4×4              | $349       | $449            | 1.75 mm PLA only                                 | Mô hình lớn nhất hiện có                                           |
| Printrbot Jr.          |     |               | 6×6×6              | $599       | $699            | PLA only                                         | Có thể được gấp lại để lưu trữ.                                    |
| Printrbot LC           |     |               | 6×6×6              |            |                 | ABS+PLA                                          |                                                                    |
| Printrbot GO           |     | 2013          | 8×7×6              | $1499      | n/a             | PLA+ABS                                          | Yếu tố hình thức va li, được thiết kế với sự cộng tác của Ben Heck |
| Printrbot (Ban đầu)    |     |               | 6×6×6              |            |                 | ABS                                              |                                                                    |